# 安恩 (王子)
安恩（Ang Em，1794年—1843年）是柬埔寨的一位王子。越南史料稱其為匿螉俺。
安恩是國王涅列列謝三世（安英）的第三子，為Moneang Ros所生。他也是安赞二世的異母弟。安恩王子自幼在曼谷的宮廷中接受教育。1810年，被暹羅國王拉瑪三世任命為柬埔寨的副王，送回柬埔寨。然而，安赞二世不承認這項任命，舉兵抗命。安赞被暹羅軍隊擊敗，逃往越南避難。安恩王子的異母兄安斯農（Ang Snguon，匿原）被任命為柬埔寨攝政。1813年，越南的嘉定總鎮黎文悅派阮文瑞出兵柬埔寨，扶安贊二世復位。安恩與安斯農兩王子逃往暹羅控制下的馬德望，隨後，安恩被暹羅任命為馬德望的總督。
1833年，越南南圻發生黎文𠐤之亂，暹羅派兵前往支援。其中暹羅陸軍由博丁德差率領，帶著安恩、安斯農二人同行，向柬埔寨進軍。後來越南軍隊進入柬埔寨，將其擊退。翌年，安赞二世逝世，越南人指定其女安眉為繼承人。
逃往暹羅的安恩和安東被越南人看作是兼併柬埔寨的重大障礙，越南人設法除掉二人。駐紮在柬埔寨的越南將軍張明講曾送密信給安恩，離間他與安東之間的關係，並試圖誘騙他回國。1838年，安恩藉著博丁德差撤軍回曼谷的機會，率其部眾襲殺暹羅兵，隨後率領九千餘人、船七十餘艘回柬埔寨。他對越南人聲稱前來投奔，並請求立自己為新任國王。張明講秘密上奏，請求將其誘殺，但明命帝不許。鎮西提督武德忠奉命，好言撫慰。可是安恩到來以後，張明講立即逮捕了安恩，送往嘉定，其隨從被安插到海島及空曠的土地。隨後，安恩被送往順化囚禁。
後來，越南吞併柬埔寨，改為鎮西城。柬埔寨人憤怒，紛紛起兵反抗越南人統治。暹羅派兵支持安恩的同母弟安東回國即位。1841年，越南被迫釋放安恩，同安眉一起送往鎮西城安撫柬埔寨人，但柬埔寨人不予理會。隨後，越南自鎮西城撤兵，並將安恩、安眉等人帶回安江。後來安恩死於越南朱篤。
安恩的兒子安平（Ang Phim，匿螉𧊉）被越南人任命為宣撫使，用來對抗安東。